# Plagiolepis schmitzi schmitzi
Plagiolepis schmitzi schmitzi é uma subespécie de insetos himenópteros, mais especificamente de formigas pertencente à família Formicidae.
A autoridade científica da subespécie é Forel, tendo sido descrita no ano de 1895.
Trata-se de uma subespécie presente no território português.